# باراندوف استودیوز
باراندوف استودیوز (چکی: Barrandov Studios) مجموعه‌ای از استودیوهای فیلم‌سازی مشهور در شهر پراگ جمهوری چک است.
این مجموعه، بزرگترین استودیوی فیلم‌سازی در جمهوری چک و یکی از بزرگترین استودیوهای اروپاست. چندین فیلم از محصولات این استودیو، برندهٔ جایزه اسکار شده‌اند و در روزگار اخیر به آن لقب «هالیوود اروپا» یا «هالیوود شرق» داده‌اند. برخی از فیلم‌های هالیوودی که بخش‌هایی از آنها، در این استودیو ساخته شده است عبارتند از: مأموریت غیرممکن، مأموریت غیرممکن: پروتکل شبح، هویت بورن، کازینو رویال، سرگذشت نارنیا: شاهزاده کاسپین، سرگذشت نارنیا: شیر، کمد و جادوگر، برف‌شکن، ون هلسینگ، پسر جهنمی، تیرانداز و بیگانه علیه غارتگر. رومن پولانسکی کارگردان مشهور فرانسوی-لهستانی، این استودیوها را بهترین استودیوی فیلم‌سازی جهان می‌داند.
برخی از کارگردانان برجسته‌ای که با این استودیوها همکاری نزدیک داشته‌اند عبارتند از: میلوش فورمن، یرژی منتسل، وویکش یاسنی، ویه‌را خیتیلووا، یان نیمک، المار کلوس، یان کادار، ایوان پاسر و پاول یوراچک
از سایر تولیدات این استودیوها می‌توان به پت و مت، آدلا هنوز شام نخورده، آمادئوس، زیرزمین، کلیا، بینوایان، استالینگراد، بابونه‌ها، فروشگاه در خیابان اصلی، زوس یهودی، ینتل، کافکا و از روی قطارها چشم برندار اشاره کرد.